# Chitrella muesebecki
Espèce
Chitrella muesebecki est une espèce de pseudoscorpions de la famille des Syarinidae.

## Distribution
Cette espèce est endémique du Tennessee aux États-Unis. Elle se rencontre dans le comté de Roane.

## Description
La femelle holotype mesure 2,0 mm.

## Étymologie
Cette espèce est nommée en l'honneur de Carl Frederick William Muesebeck.

## Publication originale
- Malcolm & Chamberlin, 1960 : The pseudoscorpion genus Chitrella (Chelonethida, Syarinidae). American Museum Novitates, no 1989, p. 1-19 (texte intégral).